# R-29RMU2 Sineva
L'R-29RMU2 Sineva (in cirillico: P-29PMУ2 Синева, nome in codice NATO: SS-N-23a Skiff) è un missile balistico intercontinentale imbarcato di fabbricazione russa, sviluppato dal Makeyev OKB nei primi anni duemila ed entrato in servizio limitato nella marina russa nel 2007.
Noto anche come RSM-54 o, in alternativa, 3M27, sostituisce i missili di origine sovietica R-29RM Štil ed ha un raggio d'azione non inferiore agli 11.500 km. Dispiegato sui sottomarini classe Delta IV, può trasportare fino a quattro testate multiple (MIRV) ed è previsto che rimanga in servizio almeno fino al 2030.
A partire dal 2012 è stata realizzata un'ulteriore versione aggiornata, denominata R-29RMU2.1 Layner.
Al 2017 erano 96 i missili in servizio.

## Utilizzatori
Russia
- Voenno-morskoj Flot

dal 2007